# Marica Čepe
Marica Čepe (partizansko ime Eva), slovenska učiteljica, novinarka in urednica, * 29. januar 1909, Kamnica, Maribor, † 19. oktober 1990, Ljubljana.
Končala je učiteljišče v Mariboru (1931) in v letih 1935−1941 učila v Rušah. V letih 1941−1944 je bila aktivistka Osvobodilne fronte v Ljubljani, nato partizanska šolska nadzornica v okrožju Brkini, od junija 1944 sekretarka pokrajinskega odbora Slovenske protifašistične ženske zveze za Primorsko in urednica njegovega glasila Slovenka. Po koncu vojne je bila med drugim članica Okrožnega komiteja Komunistične partije Slovenije za cono B Svobodnega tržaškega ozemlja in sekretarka Glavnega odbora Antifašistične fronte žensk za Slovenijo (1947), urednica Kmečke žene, po letu 1947 pa novinarka. Pisala je o narodnoosvobodilni borbi v Ljubljani in bila med uredniki zbornikov Ljubljana v ilegali I–IV (1959–1973) in Junaška Ljubljana 1941–1945 I–II (1985).
Znana je tudi kot avtorica časopisnega pisma bralcev, v katerem je napadla ime skupine Laibach, ki se je takrat pojavilo v javnosti. Laibach pa je njene besede (v dogovoru oz. skozi usta povezovalke Nade Vodušek) uporabil za najavo svojega nastopa na 2. Novem rocku leta 1982: »Je mogoče, da je kdo dovolil, da nosi v Ljubljani, prvem mestu heroju v Jugoslaviji, neka "mladinska" skupina ime, ki hoče na silo priklicati spomin na bridki Laibach?«